# Trocknungsgebäude

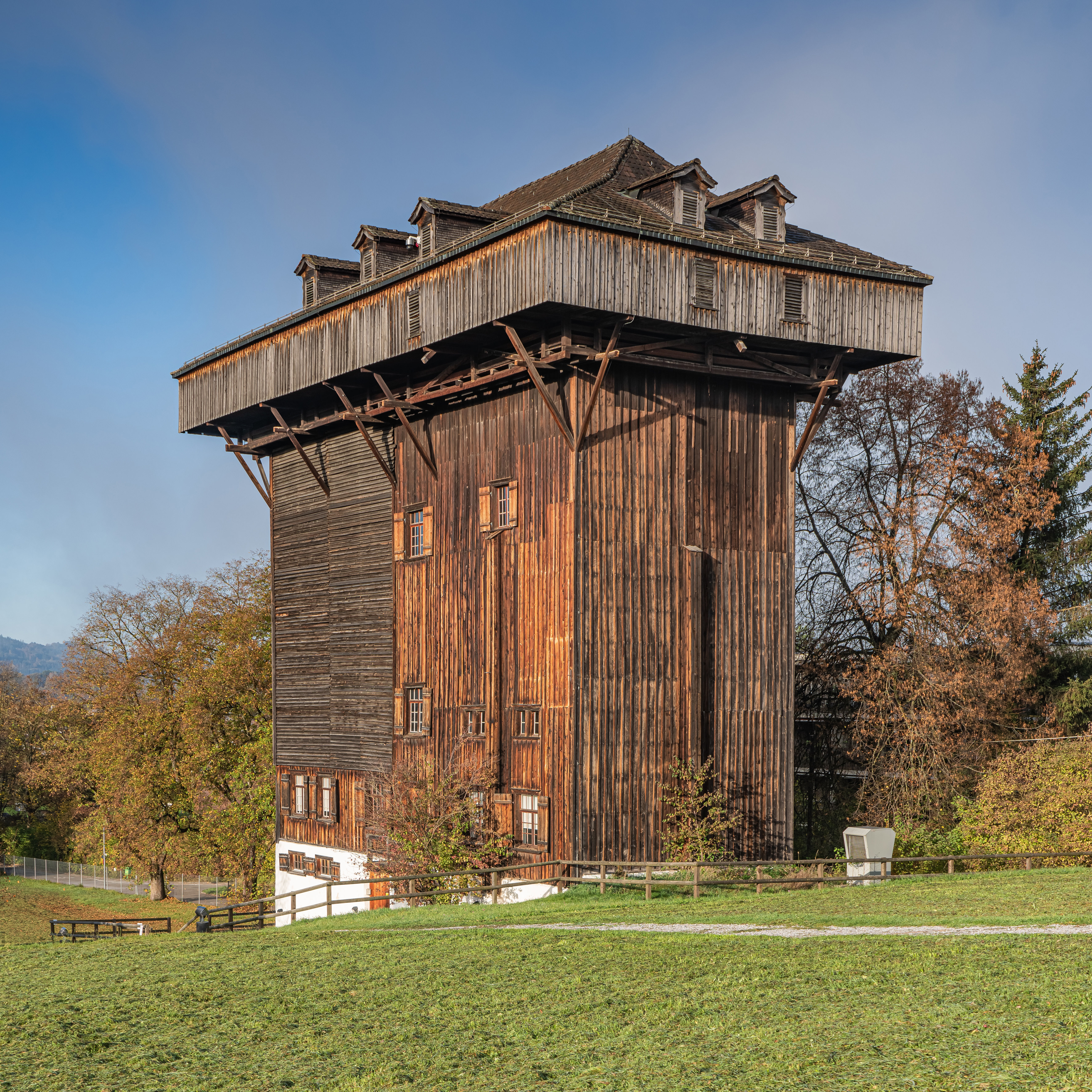
Tröckneturm in St. Gallen, 2022

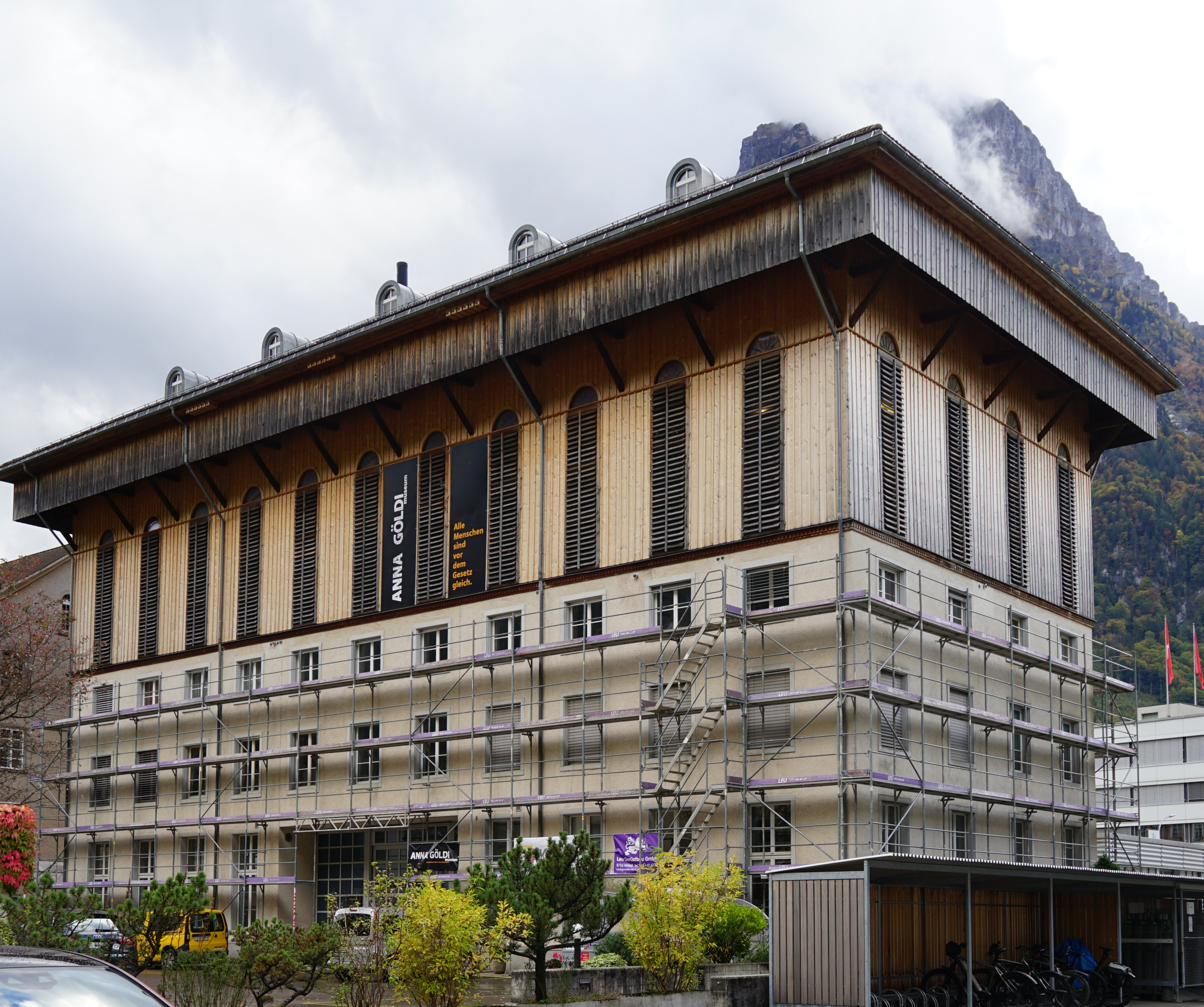
Hänggiturm in Ennenda, 2024

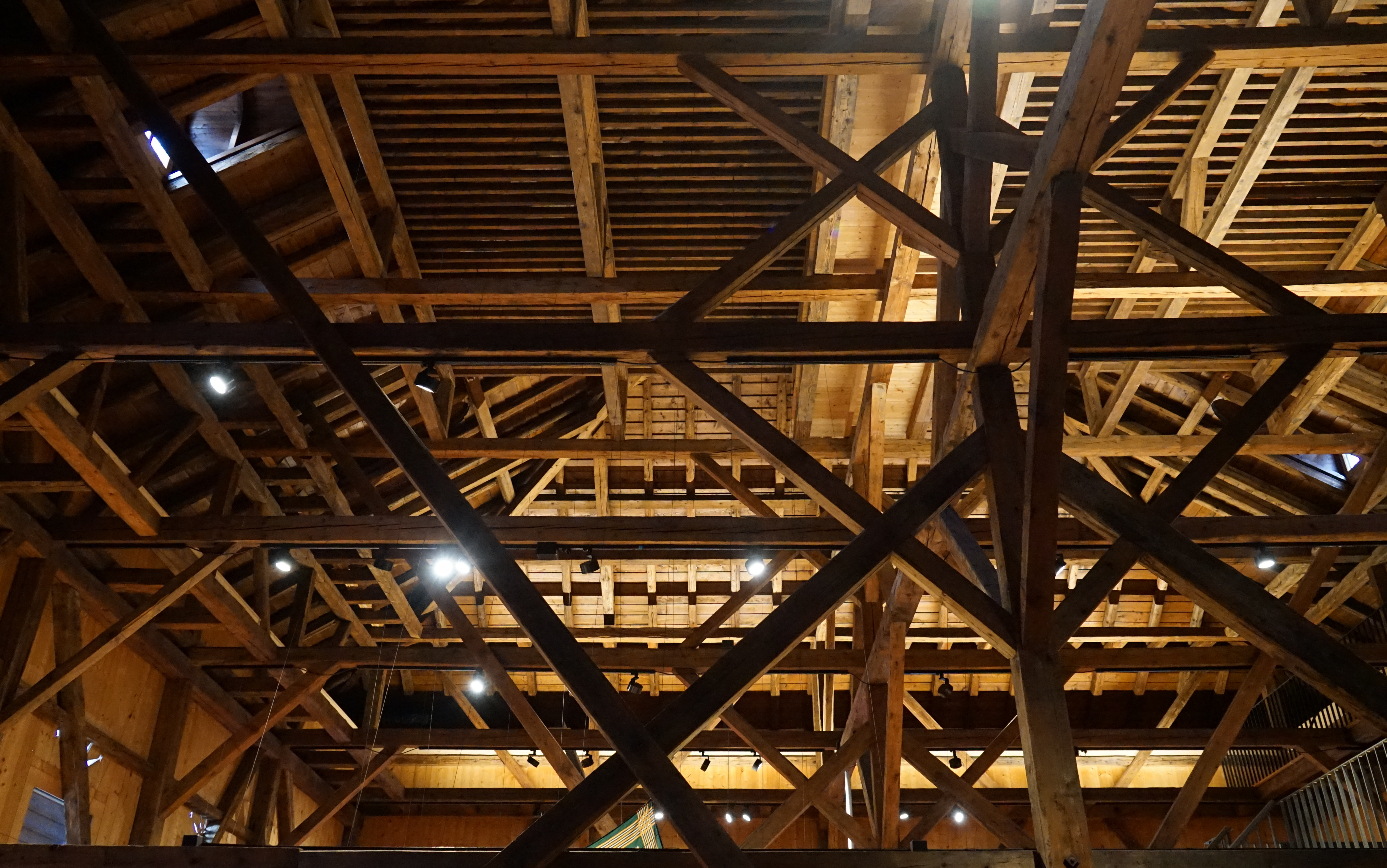
Holzkonstruktion des Hänggiturms

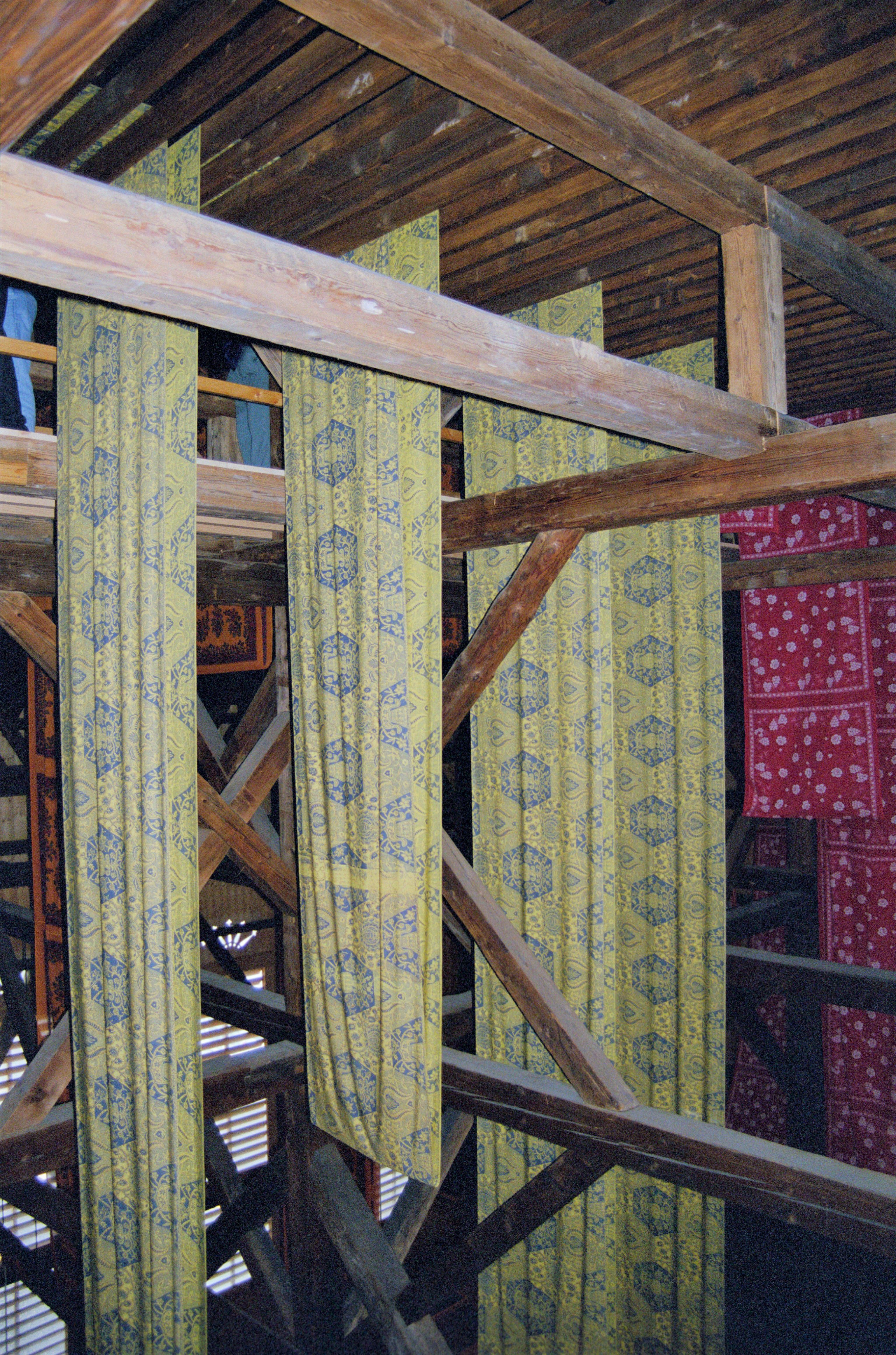
Stofftrocknung im Hänggiturm, Foto: Hans-Peter Bärtschi, 2001

Ein Trocknungsgebäude oder ein Trockenturm ist ein Bauwerk, das im 18. und 19. Jahrhundert meist zur Trocknung von Textilien errichtet wurde. Für das Trocknen von Zucker nach dem Raffinieren wurde ebenfalls größere Trocknungsgebäude erbaut.

## Geschichte
Im 18. und 19. Jahrhundert benötigten Färbereien, Stoffdruckerein und Tuchbleichereien Gebäude zum Trocknen von Tuchbahnen. Im 18. Jahrhundert genügte ein Gebäude für den ganzen Produktionsprozess der kleinen Manufakturen. Die Betriebe in Mitteleuropa profitierten vom Wegfall der britischen Konkurrenz, nachdem Napoleon 1806 die Kontinentalsperre verhängte. Mit deren Wachstum zu Fabrikbetrieben entwickelten sich die Trocknungsgebäude zu Bauwerken mit einer zweckbestimmten typischen Bauweise. Ein Schwerpunkt der Textilveredelung in der Schweiz war der Kanton Glarus. Dort standen rund 60 „Hänggiturm“ genannte Trocknungsgebäude, die in der Mehrzahl zwischen 1820 und 1874 errichtet wurden.
Um 2005 waren im Kanton Glarus noch 18 Gebäude vorhanden, die als Wohn- oder Lagergebäude eine Umnutzung erfahren hatten. Andere waren baufällig und abbruchgefährdet.

## Bauarten
Gemeinsames Merkmal vieler Trocknungsgebäude sind die weit auskragenden Dächer, die Trocknung von Stoffbahnen außerhalb der hohen Bauwerke ermöglichte. Dazu waren dort Stabroste angebracht, die oft nur kniend zu bedienen waren.

### Gebäude für Lufttrocknung
„Lufthängegebäude“ waren Holzkonstruktionen auf einem gemauerten Sockel oder Erdgeschoss. Die Stabroste waren innen und außen in gleicher Höhe angebracht. Zur Lüftung dienten Fensterjalousien mit horizontalen Lamellen aus Holz in der Bretterverschalung. Die Gebäude in Holzskelettbauweise gelten als „Meisterleistungen des früheren Zimmermannshandwerks“. Da sie jedoch kaum neuen Verwendungen zugeführt werden konnten, wurden sie meist abgebrochen.

### Gebäude für Heißtrocknung
„Heißhängegebäude“ kamen um 1820 auf, nachdem das Türkischrotfärben ganzer Tuchbahnen technisch möglich geworden war. Diese wurden im Innern aufgehängt und mit künstlich erhitzter Luft getrocknet. Das Feuerhaus und das Gebäude selbst waren gemauert, es gab nur wenige Fenster und Öffnungen zur Lüftung. Oft waren auch außen Roste unter dem Dach angebracht. Alternativ wurden derartige Gebäude zum Dampfbleichen eingesetzt. Stillgelegte Heißhängen wurden teilweise zu Wohngebäuden umgebaut.

### Kombinierte Fabrikations- und Trocknungsgebäude
Neben den kleinen Gebäuden aus dem 18. Jahrhundert und kleingewerblichen Färbereien, wie in Schwanden, errichteten die großen Unternehmen im 19. Jahrhundert kombinierte Gebäude zur Fabrikation und Trocknung. Auf einen zwei- bis dreigeschossigen Sockel der Stoffdruckerei wurden hohe Lufthängen in Holzkonstruktion aufgesetzt. Ein „monumentales“ Gebäude wurde 1857 in Ennenda erbaut. Es wurde 1987 abgebrochen und bis 1993, um zwei von acht Achsen verkürzt, wiedererrichtet. In der Mühle Schwanden wurde ein mit Luft- und Heißhänge kombiniertes Fabrikationsgebäude von 1828 im Jahr 2002 „beispielhaft“ restauriert und umgenutzt.

## Erhaltene Trocknungsgebäude und Trockentürme (Auswahl)

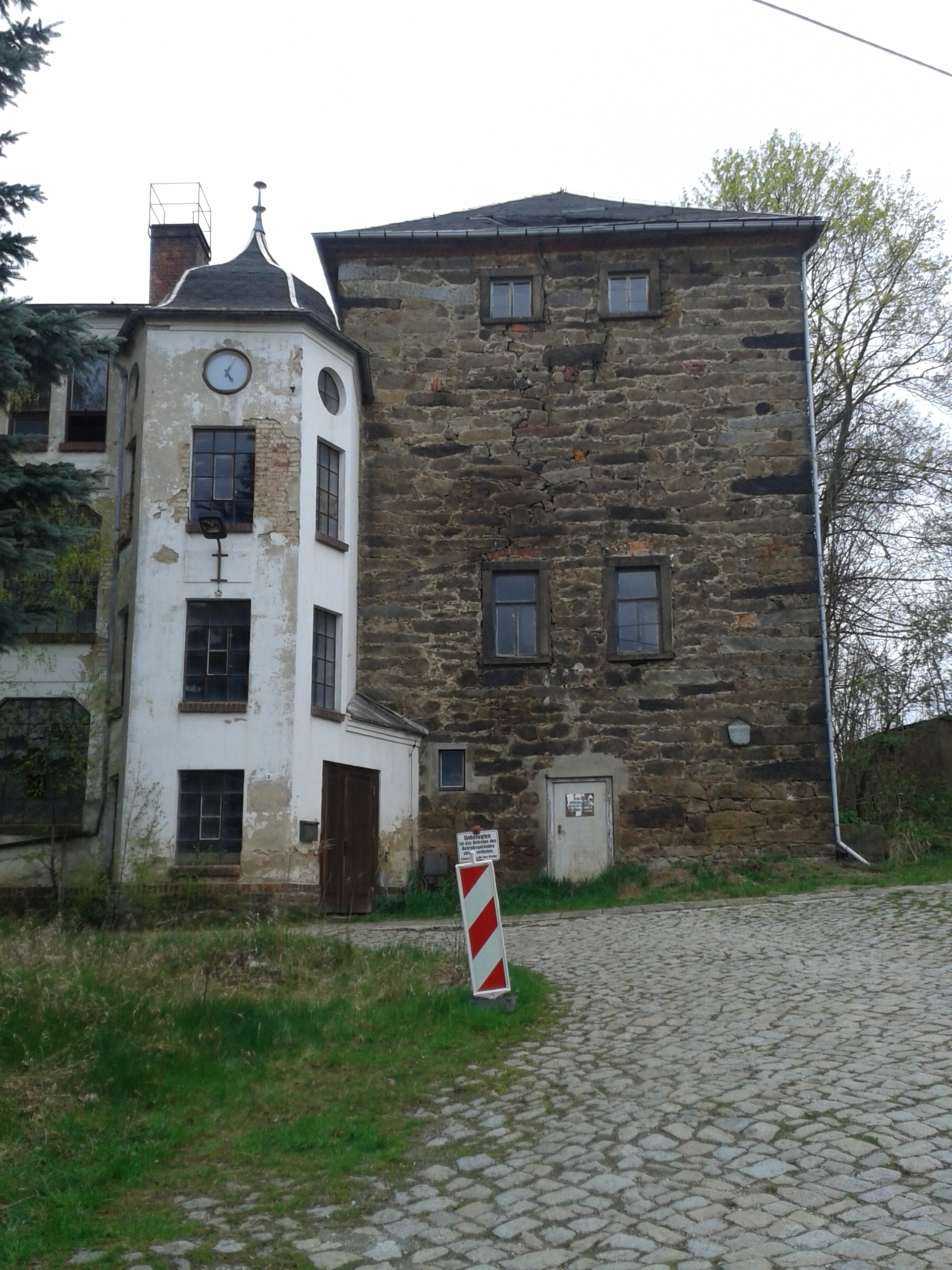
Trockenturm in Wehrsdorf, 2014

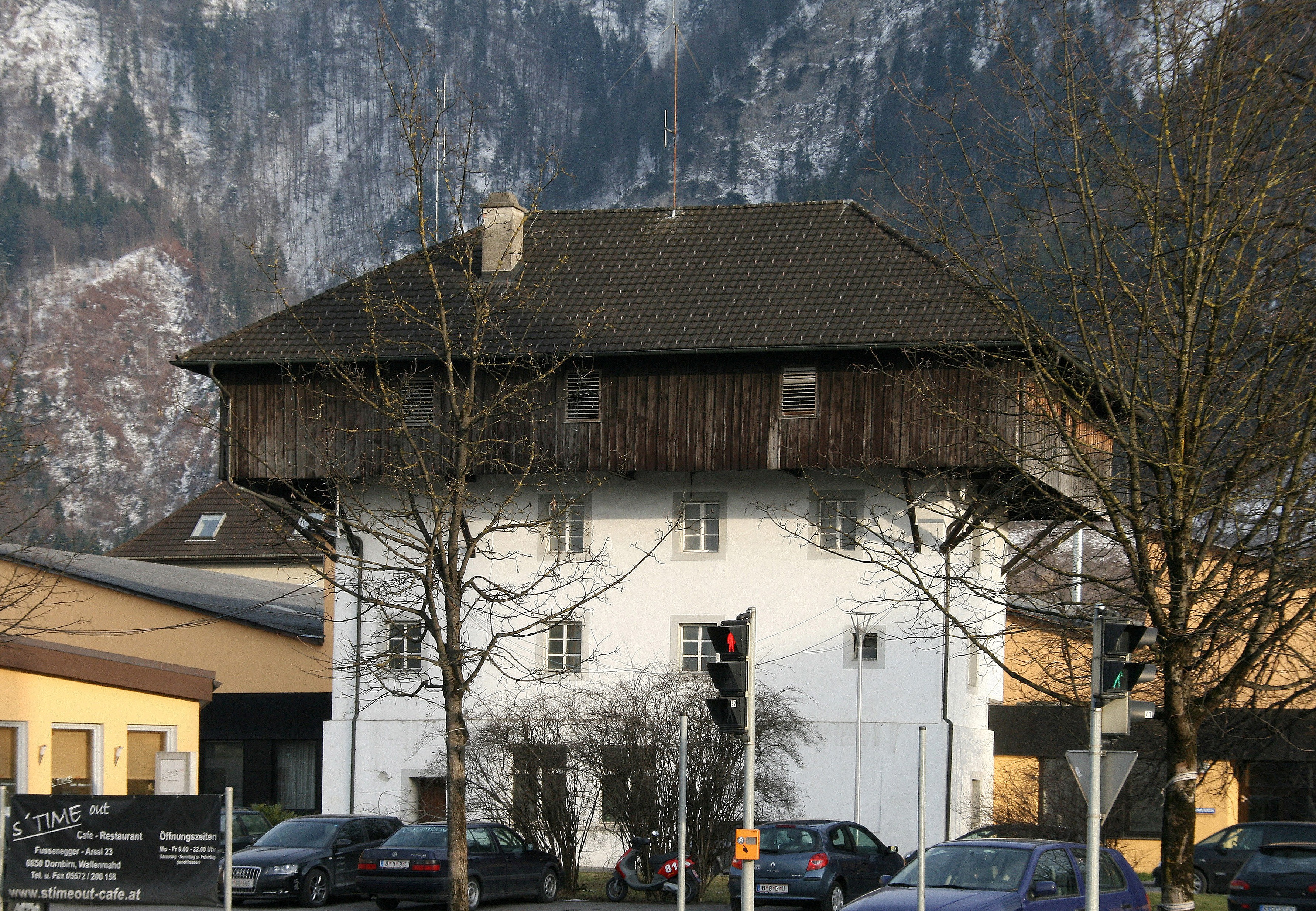
Trockenturm in Dornbirn, 2008

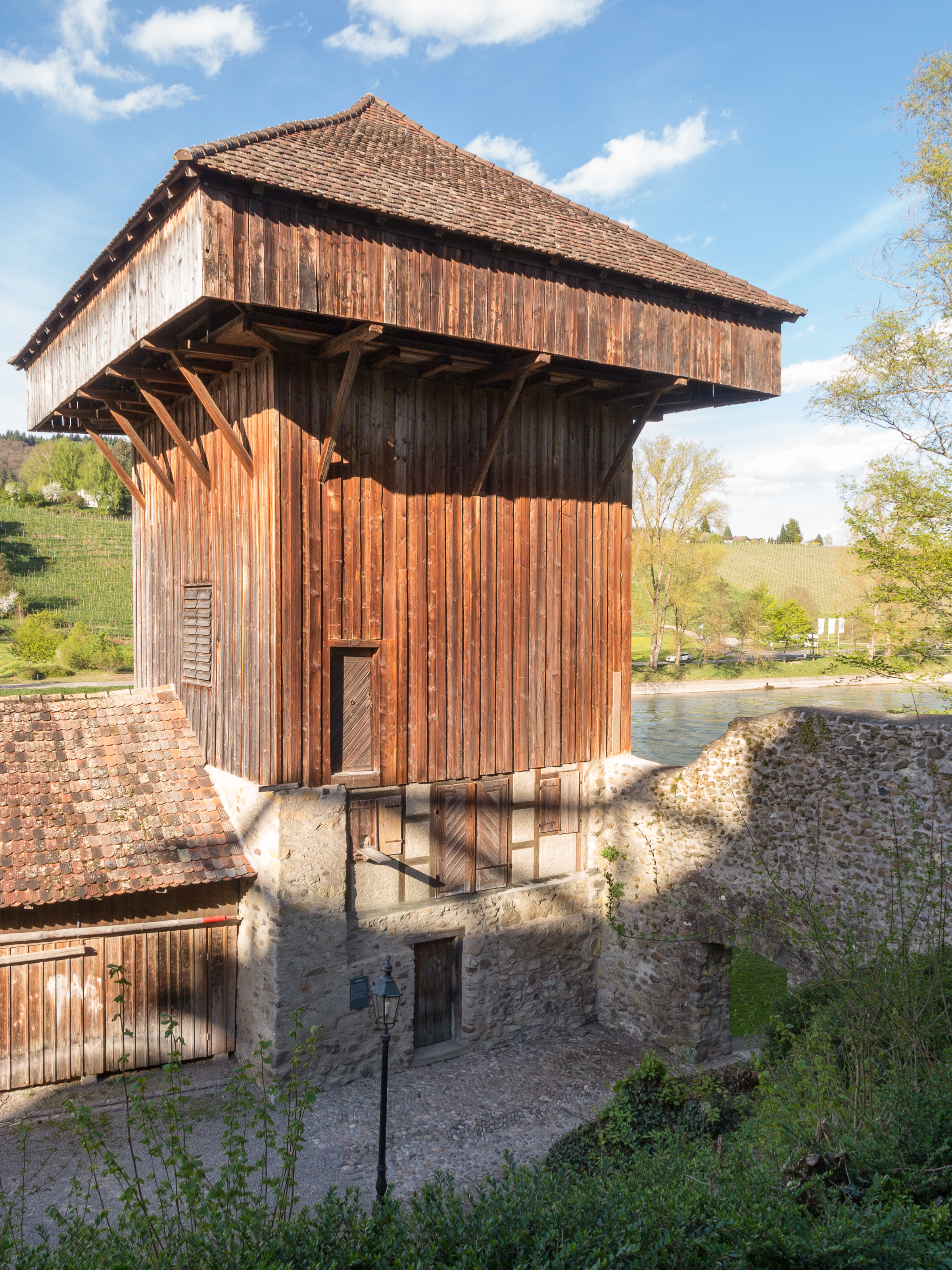
Hänkiturm und Stadtmauer in Diessenhofen, 2017

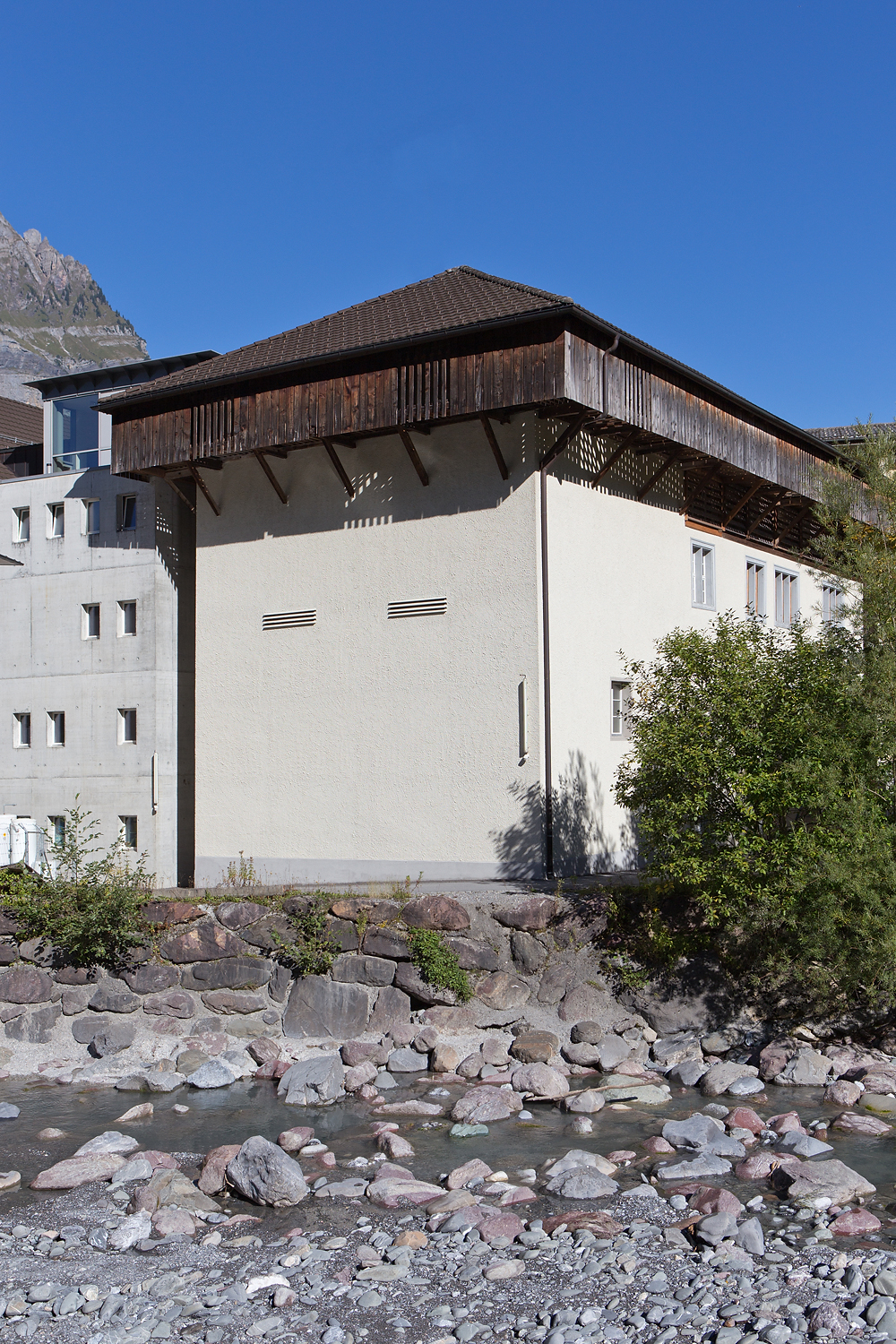
Hänggiturm Blumer & Co. in Schwanden, 2013

Die folgenden Gebäude stehen unter Denkmal- bzw. Kulturgüterschutz.

### Deutschland
Trocknungsgebäude von Tuchbleichereien:
- Trockenturm in Wehrsdorf, Sachsen; 1858 für eine Bleicherei aus Haustein erbaut; verkleinert und umgenutzt
- Trockenturm einer Tuchbleicherei in Aue, Sachsen; um zwei Stockwerke verringert; nach Restaurierung Büro- und Geschäftsgebäude

Trocknungsgebäude von Zuckerfabriken:
- Trocknungsgebäude der Zuckerfabrik in Ketzin/Havel, Brandenburg;
- Trocknungsgebäude der Zuckerfabrik Nauen, Brandenburg;

### Österreich
- Trockenturm der Textilfabrik J. M. Fussenegger in Dornbirn, Vorarlberg; erbaut 1896; umgenutzt

### Schweiz
Kulturgut von nationaler Bedeutung:
- Tröckneturm in St. Gallen; 1828 erstellte, etwa 25 Meter hohe Holzkonstruktion
- Hänggiturm der Teppichfabrik in Ennenda, Kanton Glarus; 1865 erstellte Holzkonstruktion, 1987 abgebrochen und bis 1993 verkürzt im „Trümpyger“-Areal wiedererrichtet; umgenutzt zum Anna Göldi Museum
- Hänggiturm im „Trümpyger“-Areal, Ennenda; umgenutzt für Wohnzwecke

Kulturgut von regionaler Bedeutung:
- Hänkiturm in Diessenhofen, Kanton Thurgau; 1828 auf Stadtmauerturm erstellte Holzkonstruktion einer Färberei, 1895 umgenutzt
- Tröckneturm in Aadorf, Kanton Thurgau; 1847 fertiggestellte Warm- und Lufthänge eines Rotfärbers; 1893 umgenutzt
- Hänggiturm im Fabrikareal Trümpy/Schaeppi, Mitlödi, Kanton Glarus
- Hänggiturm Blumer & Co.; Schwanden, Kanton Glarus; kombiniertes Fabrikations- und Trocknungsgebäude von 1828; umgenutzt und 2002 renoviert
- Kleingewerbliches Färbereigebäude in Schwanden, Kanton Glarus; 1810/1830 erbaut, scheunenartiges Gebäude mit Innen- und Außenhänge; 1987 für Wohnzwecke umgenutzt
- Hänggitürme Bleiche in Glarus
- Ehemalige Stoffdruckerei in, Glarus; umgenutzt für Wohnzwecke
- Fabrik Stöckli im Löntschen mit Hänggiturm, Netstal, Kanton Glarus

Sonstige Baudenkmale:
- Trockenturm der Leimsiederei „Limi“ in Greifensee, Kanton Zürich; Riegel- und Holzbauweise; 1985 umgenutzt zur katholischen Kirche mit Pfarreizentrum

## Weitere Bauformen von Trocknungsgebäuden
- Darre
- Forstsamendarre
- Tabaktrockenschuppen

## Belege
1. 1 2 3  Trocknungsgebäude und Hängetürme. In: Rolf von Arx, Jürg Davatz, August Rohr: Industriekultur im Kanton Glarus. Zürich 2005. S. 67–68.
2. 1 2  Trocknungsgebäude und Hängetürme. In: Rolf von Arx, Jürg Davatz, August Rohr: Industriekultur im Kanton Glarus. Zürich 2005. S. 68–69.
3. ↑  Trocknungsgebäude und Hängetürme. In: Rolf von Arx, Jürg Davatz, August Rohr: Industriekultur im Kanton Glarus. Zürich 2005. S. 69–70.